# SuperBrawl VIII
SuperBrawl VIII si svolse il 22 febbraio 1998 presso il Cow Palace di San Francisco, California. Si trattò dell'ottava edizione dell'evento di wrestling in pay-per-view della serie SuperBrawl prodotto dalla World Championship Wrestling.
Il main event dello show fu l'incontro tra Hollywood Hogan e Sting con in palio il WCW World Heavyweight Championship.
Il match previsto tra Larry Zbyszko e Louie Spicolli venne cancellato a seguito della morte di Spicolli una settimana prima del pay-per-view.

## Evento
In origine Rick Martel avrebbe dovuto vincere il match contro Booker T. Tuttavia, nel corso del match si infortunò ai legamenti di un ginocchio e non fu in grado di riportare la vittoria. Il vincitore dell'incontro avrebbe dovuto immediatamente dopo difendere il titolo contro Perry Saturn. A causa dell'infortunio di Martel, il finale venne cambiato e Saturn e Booker furono costretti ad improvvisare totalmente il loro match.
Steve McMichael si infortunò rompendosi un braccio durante il suo match con The British Bulldog.
Lex Luger costrinse Randy Savage a cedere per dolore mediante la sua mossa "Torture Rack". Elizabeth interferì mentre Luger imprigionava Savage nella mossa di sottomissione e dovette farlo cadere. Subito dopo, Scott Norton, Buff Bagwell, Brian Adams, e Vincent salirono sul ring ed iniziarono ad attaccare Luger. Giunse quindi Hollywood Hogan che richiamò nel backstage tutti e quattro i membri del nWo, lasciando Savage da solo nel ring.
Scott Hall schienò Rick Steiner dopo la mossa "Outsider's Edge". Scott Steiner tradì Rick nel bel mezzo del match e si rifiutò di aiutarlo a contrastare gli Outsiders. Dopo l'incontro, Scott consegnò personalmente le cinture di coppia agli Outsiders e si unì al New World Order.
Nel main event della serata, Sting schienò Hollywood Hogan dopo uno "Scorpion Deathdrop". Mentre Sting eseguiva la mossa, Hogan diede un calcio all'arbitro Nick Patrick mandandolo Ko. Nel frattempo che l'arbitro era incosciente, Scott Norton, Buff Bagwell, Brian Adams, Vincent, Konnan, e Randy Savage salirono sul ring. Tutti tranne Savage aggredirono Sting. Quando Hogan cercò di rimettersi in piedi, Savage lo colpì con una bomboletta spray e se ne andò. Quindi Sting schienò l'avversario e vinse il match

## Risultati
| N.         | Match | Stipulazione                                                   | Durata |
| ---------- | --- | -------------------------------------------------------------- | ------ |
| Dark match | Último Dragón sconfigge Shiryu (con Sonny Onoo)                                                                                  | Single match                                                   | N/A    |
| 1          | Booker T sconfigge Rick Martel (c)                                                                                               | Single match per il WCW World Television Championship          | 10:23  |
| 2          | Booker T (c) sconfigge Perry Saturn                                                                                              | Single match per il WCW World Television Championship          | 14:23  |
| 3          | Disco Inferno sconfigge La Parka                                                                                                 | Single match                                                   | 11:41  |
| 4          | Goldberg sconfigge Brad Armstrong                                                                                                | Single match                                                   | 02:23  |
| 5          | Chris Jericho (c) sconfigge Juventud Guerrera                                                                                    | Title vs. Mask match per il WCW Cruiserweight Championship     | 13:29  |
| 6          | The British Bulldog sconfigge Steve McMichael                                                                                    | Single match                                                   | 06:10  |
| 7          | Diamond Dallas Page (c) sconfigge Chris Benoit                                                                                   | Single match per il WCW United States Heavyweight Championship | 15:46  |
| 8          | Lex Luger sconfigge Randy Savage (con Miss Elizabeth)                                                                            | No Disqualification match                                      | 07:26  |
| 9          | The Outsiders (Kevin Nash & Scott Hall) (con Dusty Rhodes) sconfiggono The Steiner Brothers (c) (Rick & Scott) (con Ted DiBiase) | Tag team match per i WCW World Tag Team Championship           | 04:16  |
| 10         | Sting sconfigge Hollywood Hogan                                                                                                  | Single match per il vacante WCW World Heavyweight Championship | 16:33  |